# Тер-Гевондян, Анушаван Григорьевич
Анушава́н Григо́рьевич Тер-Гевондя́н (8 марта 1887, Тифлис — 6 июня 1961, Ереван) — армянский и советский композитор, музыковед, фольклорист; ученик М. Ф. Гнесина, А. К. Лядова, А. К. Глазунова. Народный артист Армянской ССР (1953).

## Творческая биография
В юности брал уроки композиции у М. Ф. Гнесина.
В 1915 году окончил юридический факультет Петербургского университета и одновременно — Петербургскую консерваторию, где обучался у А. К. Лядова (гармония), А. К. Глазунова (композиция), М. О. Штейнберга (оркестровка), В. П. Калафати (контрапункт), Я. Витола (анализ форм).
Преподавал музыкально-теоретические дисциплины в консерваториях Закавказья:
— в 1917 — 1925 годах — в Тифлисской консерватории;
— в 1926 — 1959 годах (с перерывом) — в Ереванской консерватории (с 1934 профессор, в 1926 — 1930 годах директор, с 1948 года — заведующий кафедрой теории музыки и композиции);
— в 1934 — 1938 годах — в Бакинской консерватории. 
Выступал как дирижёр.
Участвовал в фольклорных экспедициях.
Писал книги и статьи по вопросам армянской, русской и западно-европейской музыки.

## Награды и звания
- орден Трудового Красного Знамени (27.06.1956)
- орден «Знак Почёта» (04.11.1939) — «за выдающиеся заслуги в деле развития армянского театрального и музыкального искусства»
- народный артист Армянской ССР (26.12.1953)[2]

## Музыкальные произведения
Разнообразное по жанрам творчество Анушавана Григорьевича Тер-Гевондяна связано с народно-музыкальным искусством Армении и отличается ладовым своеобразием, изобретательностью ритмики, красочностью оркестровки. Некоторые его сочинения основаны на разработке собранного им фольклорного материала.
Оперы:
- Седа (1921)
- В лучах солнца (1950)

Балеты:
- Невеста огня (1934)
- Анаит (1940)

Для солистов, хора и симфонического оркестра:
- Вокально-симфоническая Поэма «Рождение Ваагна» (сл. О. Ованесяна, 1922)
- Баллада Памяти 26-ти комиссаров (1957)
- Памяти Ленина (1958)

Для симфонического оркестра:
- Сюита Ширакские этюды (1917)
- Сюита на народные темы (1954)
- Поэма «Ахтамар» (1923),
- Рапсодия «Раст» (1935),
- Симфония (1942)

Для духового оркестра:
- Марши

Пьесы для фортепиано, струнных и духовых инструментов
Произведения для голоса и фортепиано
Хоры, романсы, песни на сл. О. Туманяна, А. Вштуни, А. Исаакяна, А. Сатуряна, В. Терьяна и других
Музыка к драматическим спектаклям
Обработки армянских народных песен.